# 'Apepi
'Apepi là một vị vua cai trị một vài vùng của Hạ Ai Cập trong thời kỳ Chuyển tiếp thứ hai khoảng năm 1650 TCN. Theo các nhà Ai Cập học Kim Ryholt và Darrell Baker, 'Apepi là vị vua thứ 51 của vương triều thứ 14. Do vậy ông ta sẽ trị vị toàn bộ khu vực phía đông đồng bằng châu thổ sông Nile từ Avaris và có thể là toàn bộ phía Tây đồng bằng châu thổ. Mặt khác, Jürgen von Beckerath lại xem 'Apepi như là một thành viên của vương triều thứ 16 và là một chư hầu của các vị vua Hyksos thuộc vương triều thứ 15.

## Chứng thực
Tên của 'Apepi chỉ được chứng thực trong Cuộn giấy cói Turin, một bản danh sách vua được biên soạn vào Thời đại Ramesses. 'Apepi được ghi lại trên một mảnh của văn kiện này tương ứng với cột thứ 10, hàng 15 (cột thứ 9 hàng thứ 16 theo như sự phục dựng cuộn giấy Turin của Alan H. Gardiner). Vị trí trong biên niên sử của 'Apepi không thể chắc chắn do sự mỏng manh và tình trạng rời rạc của cuộn giấy. Hơn nữa, văn kiện này chỉ còn lưu giữ phần đầu tên prenomen của 'Apepi là "'Ap[...]", mà khiến cho Ryholt lập luận rằng nó có thể được khôi phục là "'Apepi".

## Người con trai của đức vua Apophis
Việc phục dựng lại tên 'Apepi của Ryholt có tầm quan trọng bởi vì có 5 Con dấu bọ hung có khắc "Người con trai của đức vua Apophis" đã được biết đến. Hơn nữa trên 2 con dấu trong số đó, dòng chữ khắc được bao quanh bởi đồ hình và kế tiếp bởi di-ˁnḫ nghĩa là "ban cho cuộc sống". Hai con dấu này thường dành riêng cho nhà vua hoặc người thừa kế ngai vàng được chỉ định và 'Apepi có thể là Apophis được nhắ đến trên con dấu này. Không khẳng định sự quy kết này một cách dứt khoát, Ryholt lưu ý rằng những con dấu này có thể được xác định niên đại dựa trên cơ sở phong cách liên quan đến vương triều thứ 14, nằm giữa triều đại của Sheshi và Yaqub-Har.